# San Félix
San Félix (hiszp. Isla San Félix) – niewielka wyspa pochodzenia wulkanicznego administracyjnie należąca do Chile, położona 832 km na zachód od wybrzeża Chile. Jest częścią archipelagu wysp Desventuradas, regionem administrującym wyspę jest Valparaíso. Długość wyspy wynosi 2,5 km, w centralnej części wyspy znajduje się pas startowy wraz z lądowiskiem. Panuje tu klimat śródziemnomorski ciepły oceaniczny. Maksymalna temperatura wynosi 22,5 °C, minimalna 14,3 °C, zaś średnia temperatura to 17,8 °C. Opady występują głównie w okresie zimowym (maj – sierpień). Opady wynoszą tu średnio ok. 94,8 mm rocznie.